# ژروم تروینس
ژروم تروینس (فرانسوی: Jérôme Truyens‎؛ زادهٔ ۴ اوت ۱۹۸۷) بازیکن هاکی روی چمن اهل بلژیک است.
وی در مسابقات کشوری و بین‌المللی در مجموع برندهٔ ۱ مدال نقره شده‌است.